# Fredriksdalsdepån

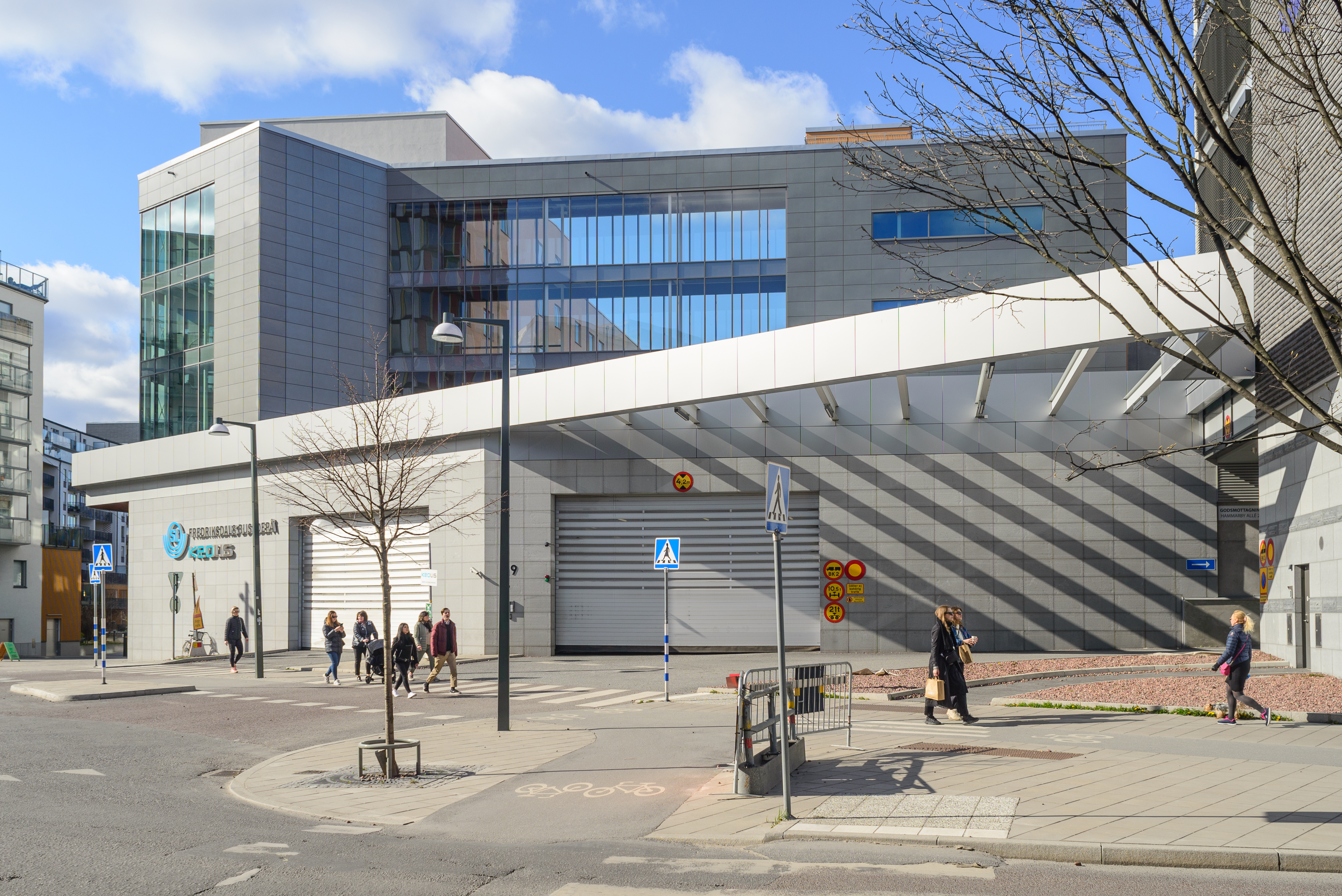
Fredriksdals bussdepå i april 2020.

Friedrikdalsdepån är en av SL:s bussdepåer, belägen i Hammarby sjöstad (Södra Hammarbyhamnen) i Stockholm .  Anläggningen, med plats för 140 biogasbussar, togs i bruk den 23 juni 2017. Den ersatte Söderdepån, som samtidigt togs ur bruk.
Den från depån utgående busstrafiken i Stockholms innerstad  utförs av Keolis Sverige på uppdrag av Stockholms läns landsting, trafikförvaltningen.